# La Moños
Dolores Bonella Alcánzar (Barcelona, 1851-Barcelona, 15 de septiembre de 1940), conocida popularmente como La Moños, fue una modista española de la primera mitad del siglo XX, del área delimitada por la avenida del Paralelo, la Rambla y el núcleo del Raval de Barcelona, entonces llamado Barrio Chino. Por su actitud lúdica, su indumentaria y maquillaje extravagantes y los moños que llevaba —de ahí su mote— se convirtió en una celebridad habitual en la prensa de la época y, posteriormente, un símbolo del imaginario colectivo de la ciudad.

## Contexto histórico

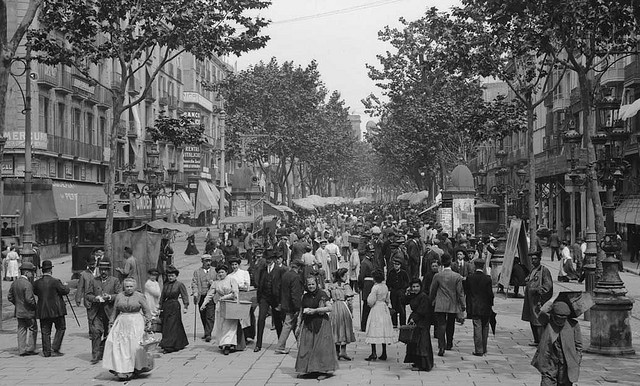
La Rambla (1905), donde convivía el recreo de la burguesía y el día a día de las clases bajas del Raval, de la que La Moños formó parte.

El personaje de La Moños se encuadra en una Barcelona caracterizada por la transición del siglo XIX al XX, en una situación de cambios constantes en el ámbito económico, sociopolítico, urbano y demográfico. La ciudad condal se encontraba en un momento álgido de progreso económico, a consecuencia de la llegada de la Revolución Industrial al país y empezaba a beneficiarse de nuevos servicios como la implantación del ferrocarril, la Guardia Urbana, el Banco de Barcelona o el primer alumbrado de gas que se convirtieron en algunos de los precedentes más directos del nacimiento de Dolors Bonella en el Raval a principios de la década de 1850.
Su nacimiento coincidió con una aceleración del progreso urbano y una serie de avances significativos tales como el derribo de la muralla romana y el consiguiente ensanchamiento de la ciudad a través del Plan Cerdà a finales de siglo. También la Exposición Universal de Barcelona de 1888, que contribuyó a cambiar la fisonomía de la ciudad y en concreto el perímetro externo del Raval. Esta zona del centro histórico y de carácter popular, que no adoptó el mote de Barrio Chino hasta bien entrada la década de 1920, experimentó una serie de operaciones urbanísticas a raíz de las desamortizaciones de los conventos. Se les privó de la propiedad de las tierras que poseían para darles un uso distinto y fueron urbanizadas. El trazado de las calles se realizó de forma rectilínea, sin plazas ni espacios libres y con una trama edificatoria densa. Las viviendas, en manos de las clases burguesas que las alquilaban a las clases populares, eran muy austeras y se edificaron sobre antiguos huertos, con pisos construidos por encima de las cinco plantas reglamentarias, habitaciones en las azoteas y patios interiores ocupados.
Esta transformación social se sumó a varias oleadas de inmigración, que convirtieron al Raval en uno de los núcleos con mayor densidad de población del mundo, alcanzando un valor de 103.060 habitantes por kilómetro cuadrado. El barrio no sólo tenía carácter fabril, sino que también estaba lleno de cafés, tabernas, teatros y locales dedicados a la prostitución. Afrontaba con La Rambla, que se convirtió en eje de la Barcelona ochocentista y actuaba como principal espacio comercial y lúdico de la ciudad. Convivía el contraste de la desigualdad social y la degradación física del espacio, acompañadas por una progresiva pérdida de funciones. La aristocracia barcelonesa, aficionada primero al teatro y a los conciertos y, entrado el siglo xx, a los cinematógrafos, tenía en contraposición la vida que hacían en precarias e insalubres condiciones las clases más bajas, que además sufrían el día a día de una serie de actividades delictivas y criminales como las que protagonizaron otros personajes populares del Raval como la secuestradora Enriqueta Martí.

## Trayectoria

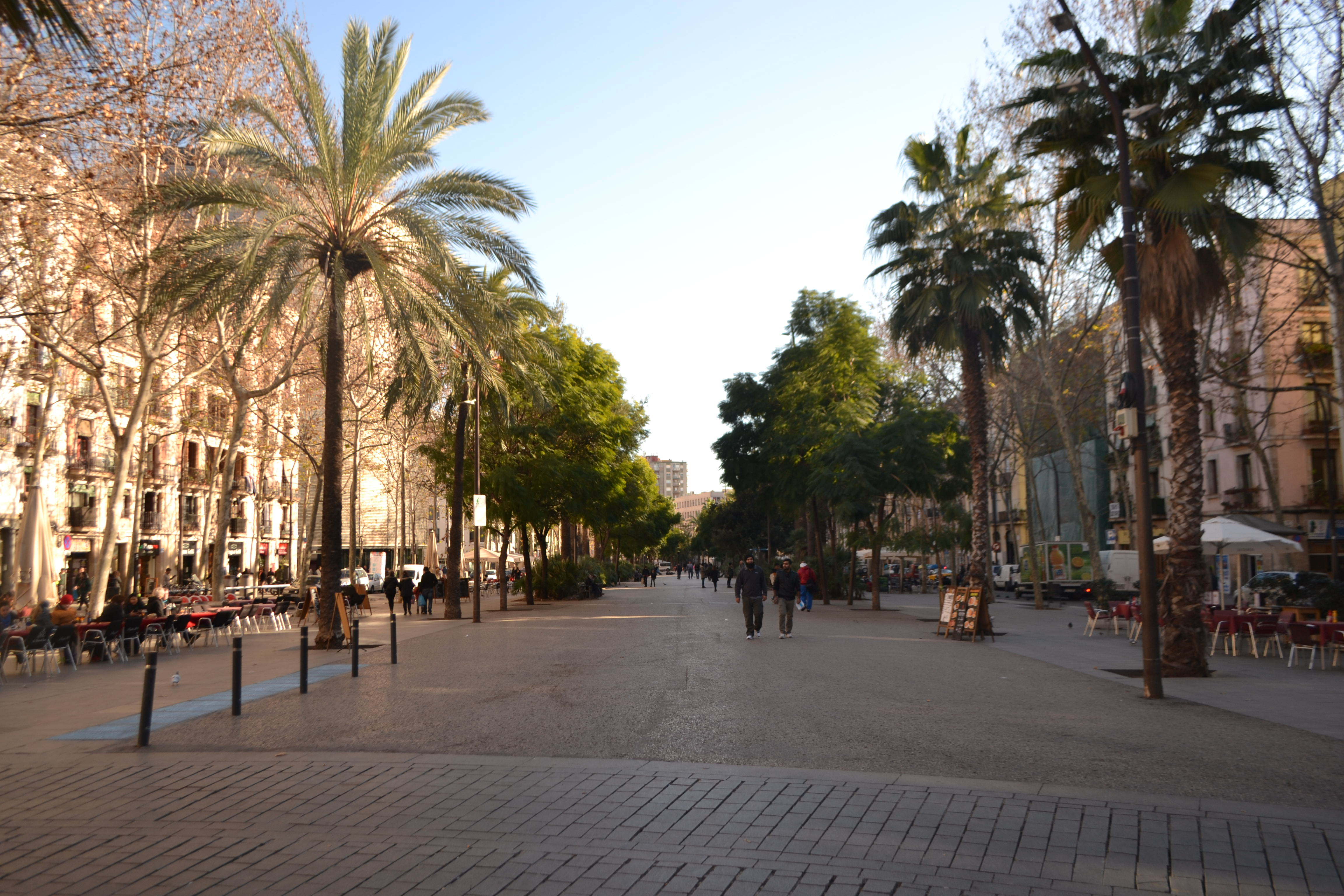
Rambla del Raval que integra lo que hasta finales del fue la calle de la Cadena.

Dolores Bonella Alcánzar, nombre que consta en los registros de la época, aunque algunas investigaciones apuntan a que su nombre real podría ser Dolores Vega Massana o Dolores Bonella Alcázar, nació en 1851 en la calle de la Cadena, en la zona de la actual Rambla del Raval. No se sabe mucho sobre su vida. Parece que se dedicaba a la costura y al servicio doméstico de una familia acomodada, inmersa en la precariedad y la miseria de la época.
Su figura se popularizó tras la muerte de su única hija de cuatro años, que murió atropellada por un carruaje de caballos, tipo Simón, propio de la época y provocó el enloquecimiento y el despido laboral de Bonella. Los rumores de la época son dispares. Algunas fuentes sostienen que la muerte de la criatura fue premeditada por parte de la familia adinerada para la que Bonella trabajaba basándose en una disputa que tuvo con el heredero en la puerta del Gran Teatro del Liceo. Se sospecha que ella y el primogénito de la familia tuvieron una relación sentimental y que la muerte de la niña fue una estrategia para separarle de una mujer de clase social inferior. Otras versiones, en cambio, afirman que fue su amante quien murió y que la hija ilegítima fue arrebatada a su madre y educada por su abuela aristócrata.
Otras teorías apuntan a que simplemente Dolores padecía lo que hoy se conocería como una esquizofrenia y que las historias sobre su hija fueran totalmente inventadas.
A partir de ese momento, Bonella empezó a protagonizar acciones impropias de la cultura de la época y que le otorgaron fama y el reconocimiento de la población de la Ciudad Condal. Vestía con blusas de colores llamativos y prendas estrafalarias, llevaba faldas largas y también se la veía a veces con una mantilla o un abanico en la mano. Llevaba unos moños excéntricos a menudo coronados con flores y otros elementos estrambóticos que recogía de la tierra, paseaba por la Rambla con ramos de flores que le regalaban los floristas de la avenida y dedicaba canciones, bailes y palabras de agradecimiento a todo el mundo con quien se cruzaba. Si bien se la apodaba La Moños, todo el mundo se dirigía a ella como Lola. No solía alejarse demasiado de la parte alta del Raval y era frecuente encontrarla paseando por las calles del Carmen y del Hospital. Su rutina era la de refrescarse a diario o bien en alguna de las fuentes Wallace ubicadas en aquella zona desde 1888 o bien en la fuente de Canaletas y recorrer la Rambla o tomar la línea 52 del tranvía, suprimida en 1967, hasta el barrio de la Bordeta.
Con esta actitud teatral y demente pero al mismo tiempo alegre, pronto se convirtió en un personaje icónico de la Barcelona de la Segunda República. Mientras que para algunas personas era objeto de burla, para otras lo era de admiración. Varios intelectuales de la época hablaron sobre ella, como Josep Andreu i Abelló y Teresa Pàmies y coincidían en definirla como «una precursora de los hippies», mientras que para Andreu Avel·lí Artís era resultado «de la crueldad colectiva que convierte a disminuidos físicos y mentales en objeto de risa». Maria Aurèlia Capmany creía que era una mujer que «daba mucha pena y que nunca fue popular ni tuvo trascendencia alguna».
En los últimos años de su vida, en plena Guerra civil española, evitaba protegerse en los refugios antiaéreos cuando había bombardeos en la ciudad. Además, el periodista Josep Maria Lladó i Figueres documentó que durante las jornadas de Mayo de 1937, se realizó un alto el fuego entre milicianos de la Confederación Nacional del Trabajo y de la Unión General de Trabajadores en el cruce entre el paseo de Gracia y la Diagonal para que ella pudiera pasar a la vista de su intención de atravesar por medio del fuego cruzado.
Bonella murió el 15 de septiembre de 1940 en el Hospital del Mar de Barcelona después de ser acogida al final de su vida en la Casa de la Caridad, posteriormente convertido en un complejo museístico, docente y cultural formado por el Museo de Arte Contemporáneo de Barcelona, el Centro de Cultura Contemporánea de Barcelona y la Universidad Ramon Llull, entre otros. Su funeral fue multitudinario y solemne gracias a que alguien pagó los gastos, lo que alimentó aún más los rumores sobre el destino de su desafortunada hija y la relación con la familia acomodada para la que había trabajado. El Noticiero Universal publicó un obituario junto a noticias de trascendencia internacional como los bombardeos de la Alemania nazi contra Londres o la entrevista de Adolf Hitler con Ramón Serrano Suñer, ministro de Exteriores de la España franquista.

## Legado

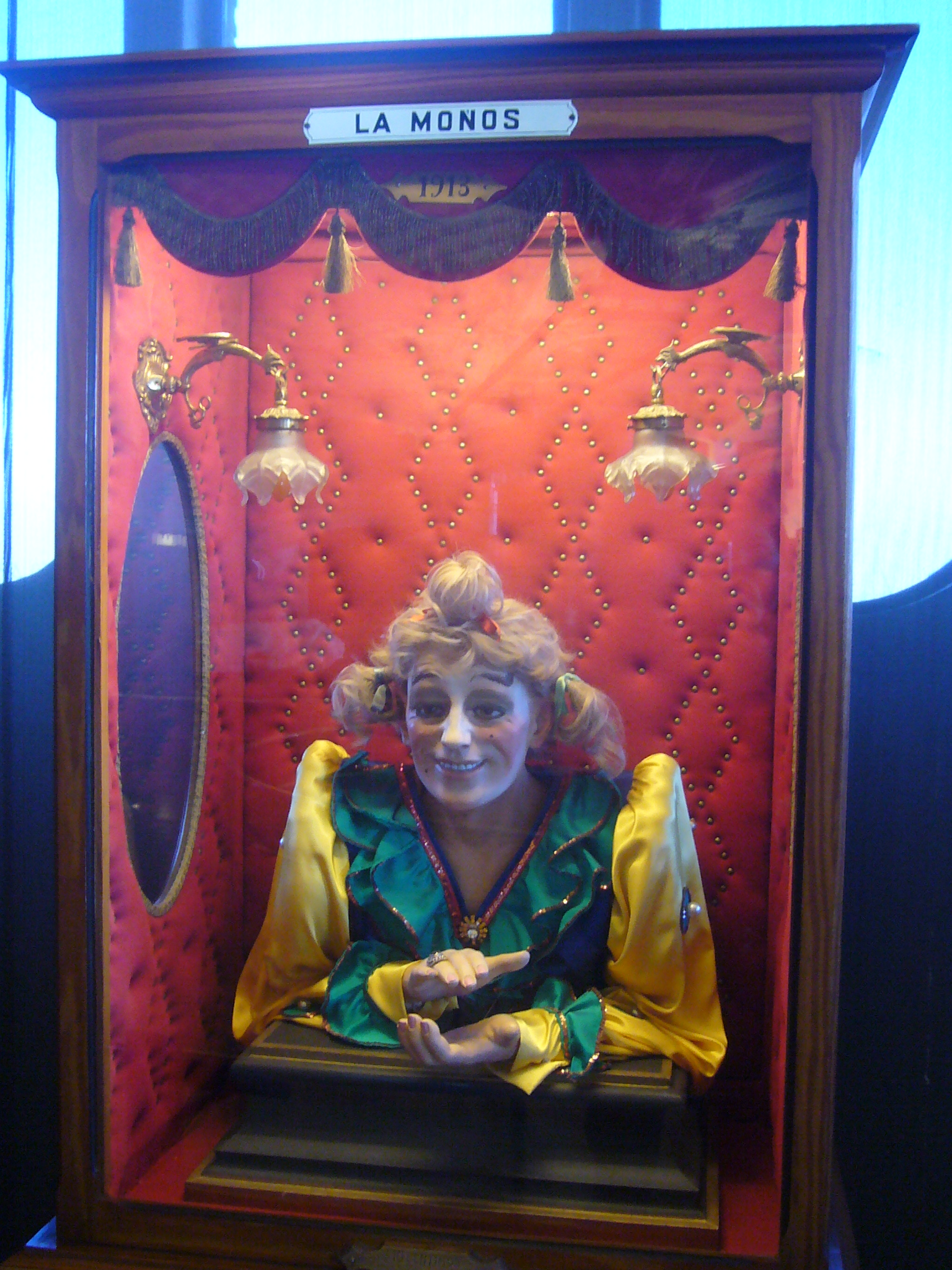
Autómata de La Moños en el Museo de Autómatas del Tibidabo.

Desde el decenio de 1920 hasta pasada su muerte, la peculiaridad de Dolores Bonella, La Moños, creció progresivamente como un icono de Barcelona a través de la dedicación de comedias y canciones sobre su figura y con la popularización de algunas expresiones como «más vista que La Moños», «más años que La Moños» o «más famosa que La Moños».
El 9 de octubre de 1922, se estrenó en el Teatro Circo Barcelonés la tragicomedia La Monyos, protagonizada por Elvira Torrens Soriano y dirigida por Victoriano Benedicto. Con una inversión elevada en utilería y en vestuario, se representó la leyenda de la célebre barcelonesa durante el período comprendido entre los años 1860 y 1885, empleando escenarios reconocidos como la Font d'en Conna. También existen evidencias posteriores de otras representaciones musicales y teatrales, como el cuplé que protagonizó la actriz Matilde Xatart Solà el 22 de junio de 1927 en el Teatro Novedades basada en su figura.
Bonella tiene dedicado un autómata de la marca Vichy-Triboulet con su nombre en el Museo de Autómatas del Tibidabo que, fabricado y concebido en 1913 como un payaso musical, al llegar a Barcelona fue adaptado y renombrado por el personal del museo por su parecido al personaje barcelonés. También se expone una figura en el Museo de Cera de Barcelona, que periódicamente se acomoda y se expone públicamente en la Rambla.
En el apartado musical, en 1954, el compositor garrochino Narcís Paulís i Vila compuso la sardana para cobla La Moños de Barcelona. Unos años después, su vida inspiró la canción de charlestón de Vicens Sabater Recordando "La Moños", popularizada por Rudy Ventura y su grupo Rudy Ventura y su conjunto (EP 1960, Columbia Records) y que enaltecía su coquetería y su calidad de inmortal en el recuerdo de la ciudad.
En su célebre canción Cualquier noche puede salir el sol, de 1975, el cantautor Jaume Sisa la incluye entre los personajes de su infancia homenajeados: «Pinocho viene con La Moños cogida del brazo».
El Ayuntamiento de Barcelona, que había suprimido la línea 52 del tranvía en 1967, puso en marcha un año después la línea 91 de microbuses entre la Rambla y la Bordeta, que se conoció con el nombre de La Moños por la similitud en el recorrido que ella hacía con el antiguo tranvía. Esta línea, curiosamente, sufrió varios conflictos con el vecindario de la Bordeta, que se movilizó en reiteradas ocasiones para evitar su supresión, en especial en los años 1993, 2012, en los que se acabó suprimiendo domingos y festivos y 2017.
Más adelante, en 1997, la directora de cine Mireia Ros rodó una película dramática basada en su personaje, La Moños  (1997). Este filme, protagonizado por Julieta Serrano y el cantante de Sau, Carles Sabater, recibió una nominación en el Festival Internacional de Cine de Chicago de 1997 y otra en los premios Goya de 1998, ambas como mejor director novel. Tomaba como tópico la mater dolorosa del franquismo, en la que Bonella trazó una defensa psicológica y se refugió en una nueva identidad en vez de suicidarse. Posteriormente, entrado el siglo XXI, se recuperó de nuevo su figura para la obra de teatro musical La Monyos. El musical (2014), representada en el Teatro del Raval por Itziar González  i Virós y dirigida por Empar López.
Se conservan imágenes, obra de fotógrafos de renombre como Josep Maria Sagarra i Plana, Gabriel Casas, Pablo Luis Torrents o Alessandro Merletti en el Archivo Nacional de Cataluña y en el Archivo Histórico de Barcelona y de sus barrios (entre otros fondos documentales).